# کوه خوآ
کوه خوآ (چینی: 華山) معروف به «نخستین کوه شیب‌دار زیر گنبد کبود» یک کوه در نزدیکی شهر «خوآیین» در استان شاآنشی چین است که در ۱۲۰ کیلومتری شرق شی‌آن قرار دارد.
کوه خوآ، غربی‌ترین کوه از «رشته‌کوه مقدس چین» است و تاریخچهٔ مذهبی مبسوطی دارد. با آنکه در گذشته تصور می‌شد که تنها سه قله داشته باشد، در جغرافیای مدرن امروزی، آن را دارای ۵ قله می‌دانند که بلندترین آن ۲٬۱۵۴٫۹ متر ارتفاع دارد.